# Fytochroom

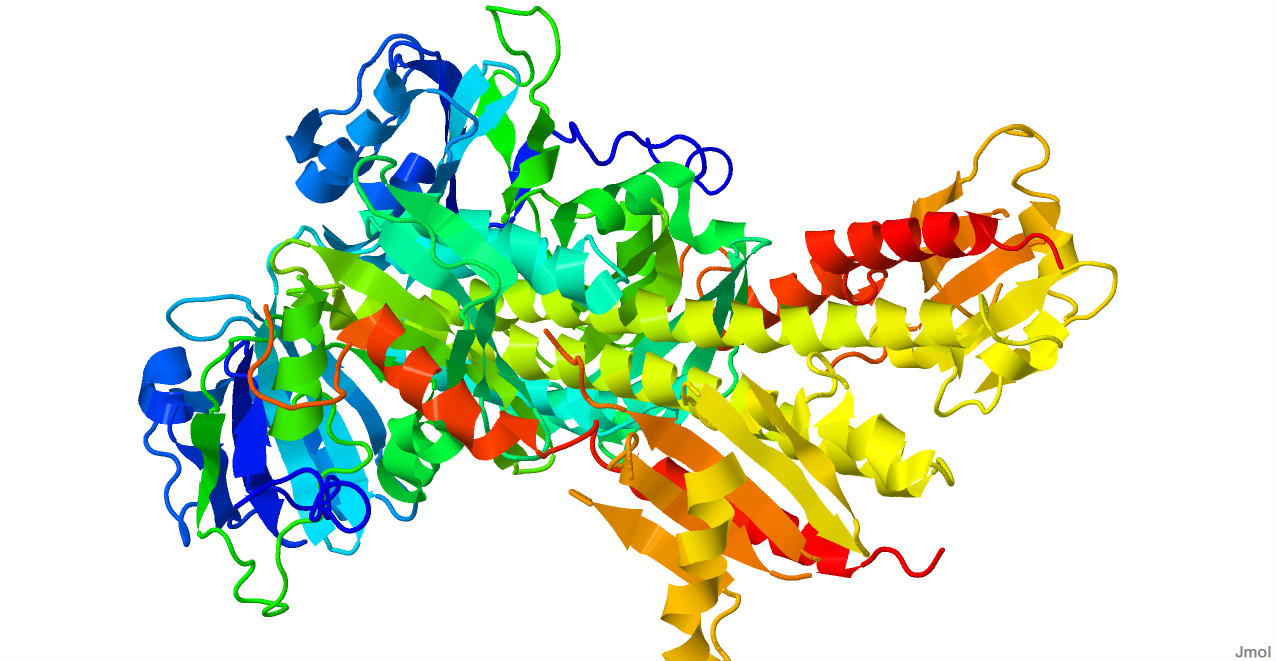
Kristalstructuur van een fytochroom.

Fytochroom is een fotoreceptor-eiwit in planten en fytoplankton, dat werkt als een lichtgevoelige cel. Het regelt de biologische klok van de plant, en laat bovendien de plant naar het licht toegroeien als hij in de schaduw komt te staan. Veel bloemplanten (Angiospermae) gebruiken fytochroom daarnaast om hun bloei te reguleren. Deze fotoreceptor zorgt er, samen met de fotoreceptoren cryptochroom en fototropine, voor dat de plant zich goed ontwikkelt en naar het licht toegroeit, zodat de fotosynthese maximaal kan plaatsvinden.
Er zijn twee soorten fytochroom B (isomeren)
- Fytochroom B1 (Pr) en
- Fytochroom B2 (Pfr).

Fytochroom B1 absorbeert rood licht met een golflengte van 660 nm, en verandert daarbij in fytochroom B2. Daglicht bestaat voor een groot deel uit rood licht, en overdag is er vooral fytochroom B2 in de plant aanwezig. Gedurende de nacht verandert bij sommige soorten het fytochroom B2 langzaam terug in fytochroom B1 door de afwezigheid van rood licht. Ook als het fytochroom B2 meer verrood licht met een golflengte van 730 nm absorbeert, verandert het weer terug in fytochroom B1.

## Bloeireacties
De bloei van veel bloemplanten is afgestemd op de verschillen in daglengte in de verschillende seizoenen. Er zijn langedag-, dag neutrale en korte-dagplanten. Lange-dagplanten bloeien in het voorjaar en de zomer, als de dagen steeds langer worden en er een bepaalde daglengte is bereikt. Korte-dagplanten bloeien pas als de dagen korter worden en er een bepaalde nachtlengte is bereikt. Dag-neutrale planten stemmen hun bloeiperiode niet af op de daglengte, maar bijvoorbeeld op de temperatuur, en gaan pas bloeien als er een bepaalde koude- of warmtesom is bereikt.
Bloemen reageren ook op fytochroom. Zo openen de bloemknoppen van Ipomoea zich in de loop van de dag onder invloed van de zon en die van de Avondkoekoeksbloem in de avond.

## Groeireacties
Fytochroom B2 gaat de strekking van zaailingen tegen, omdat de kieming in de grond plaatsvindt en dus in het donker gebeurt. Komt de zaailing boven de grond dan moet de strekkingsgroei stoppen. Ook bladgroei, chlorofyl aanmaak en het rechtop laten groeien van het epicotyl of hypocotyl van zaailingen worden beïnvloed door het fytochroom.

## Fytoplankton
Fytochroom heeft ook een  belangrijke rol in fytoplankton. Diatomeeën gebruiken fytochroom om te detecteren hoe diep ze zich in het water bevinden door te switchen tussen de actieve (Pfr) en inactieve (Pf) vorm. Dicht aan het oppervlak van het water zijn diatomeeën blootgesteld aan het complete lichtspectrum. Bij deze geringe diepte zetten ultraviolette en rode golflengten het fytochroom om in de inactieve vorm. In diepere wateren vermindert de intensiteit van het licht en verandert de samenstelling ervan zodat alleen groen en blauw de alg nog bereiken. Dit licht activeert het fytochroom. Deze actieve vorm induceert cellulaire reacties die het de alg mogelijk maken zich op deze diepte te acclimatiseren en de fotosynthese aan te passen.

## Ontdekking
Fytochroom werd in 1959 geïsoleerd door een groep onderzoekers van het ARS’s Pioneering Research Laboratories. Tot deze groep behoorden de plantenfysioloog Warren Butler en de biochemicus Harold Siegelman.
In 1983 werd door zowel de Quail- als de Lagariaslaboratoria fytochroom als zuivere stof geïsoleerd, en in 1987 werd de genetische code van het fotoreceptor-eiwit gepubliceerd. In 1989 werd ontdekt dat er meerdere typen fytochroom bestaan. Zo heeft de erwt twee typen, terwijl zandraket (Arabidopsis thaliana) vijf verschillende typen heeft.